# George Ilenikhena
George Ilenikhena (Lagos, Nigeria, 16 de agosto de 2006) es un futbolista franco-nigeriano. Juega de delantero centro y su equipo es la Association Sportive Monaco Football Club de la Ligue 1, máxima categoría del fútbol francés.

## Trayectoria
Si bien nació en Nigeria con su familia emigraron a Francia a sus 3 años, vivió en Antony y se formó futbolísticamente en esa ciudad, puntualmente en el club amateur Antony Football Evolution. En el año 2020, debido a la Pandemia de COVID-19 la temporada 2020-21 finalizó en octubre, George jugó 5 partidos y convirtió 11 goles, por lo que fue suficiente para llamar la atención de clubes más grandes.
En noviembre de 2020 fue fichado por Amiens Sporting Club, tuvo la posibilidad de continuar su formación en un equipo profesional. Debido a su buen nivel, en la temporada 2021-22 a pesar de tener 15 años jugó con la sub-17 del club y convirtió 24 goles, además fue parte de la Copa Gambardella y convirtió un gol pero fueron vencidos en penales. Para la temporada 2022-23 fue ascendido a la reserva del club, en su segundo partido ingresó cuando iban empatados 1-1 ante Union Sportive Vimy y convirtió el gol del triunfo.
El 19 de noviembre de 2022 debutó como profesional con el primer equipo de Amiens, fue en segunda ronda de la Copa de Francia, ingresó al minuto 72 por Jérémy Gelin y ganaron 10-0 al Aiglon du Lamentin.
Durante 2022 con la reserva del club jugó 6 partidos y convirtió 6 goles, por lo que comenzó a ser más considerado por el entrenador del primer equipo Philippe Hinschberger, incluso le dio la posibilidad de mostrarse en un partido amistoso contra FUS de Rabat en diciembre. A principios del año siguiente tuvo su primera oportunidad de jugar en la Ligue 2 y debutó en el campeonato francés de Segunda División el 10 de enero de 2023, jugó los minutos finales contra Guingamp y empataron 1-1. Al partido siguiente volvió a tener minutos, esta vez se midieron ante Girondins de Burdeos en el Estadio Matmut Atlantique ante más de 14 mil espectadores, nuevamente ingresó en los minutos finales, ya en tiempo cumplido Papiss Cissé le brindó una asistencia que le permitió convertir su primer gol oficial y el empate definitivo 1-1.
Jugó su primera temporada como profesional con 16 años, aunque solamente tuvo actividad desde la segunda mitad logró minutos en 16 partidos por Ligue 2 y convirtió 2 goles, además tuvo una participación en Copa de Francia. Su buen rendimiento y proyección le valió ser fichado por Royal Antwerp Football Club, el en ese entonces campeón de la Primera División de Bélgica.
En el primer amistoso de pretemporada jugaron contra Lierse SK, tuvo minutos en el segundo tiempo y convirtió su primer gol con su nuevo equipo, desde el punto penal, finalmente empataron 1-1.
Debutó oficialmente con su nuevo equipo el 23 de julio de 2023, ingresó en los minutos finales de la Supercopa de Bélgica para enfrentar a KV Malinas, empataron 1-1, fueron a penales, convirtió el suyo y ganaron el primer título de la temporada.
El 21 de octubre convirtió su primer gol oficial en Bélgica, fue en la fecha 11 del campeonato local pero perdieron ante Charleroi 3-2.
En el último partido de la fase de grupos de Champions League 2023-24, el 13 de diciembre, jugaron contra Barcelona, ingresó al minuto 79 pero fue suficiente para convertir su primer gol internacional al minuto 92 y sellar el primer triunfo en Champions en la historia del Royal Antwerp, con un marcador final 3-2.
Tras su primera temporada con el club belga, con el que jugó 50 partidos oficiales y destacó con 14 goles, fue fichado por A. S. Mónaco el 25 de julio de 2024, fue presentado con la camiseta número 21.

## Selección nacional
Ha sido parte de la selección de Francia sub-16, en el año 2021 fue convocado a unos entrenamientos pero finalmente no tuvo minutos en partidos.

## Estadísticas

### Clubes
Actualizado al último partido disputado el 17 de mayo de 2025.
| Club                          | Div.          | Temporada     | Liga  | Liga  | Liga   | Copas nacionales | Copas nacionales | Copas nacionales | Copas internacionales | Copas internacionales | Copas internacionales | Total | Total | Total  |
| Club                          | Div.          | Temporada     | Part. | Goles | Asist. | Part.            | Goles            | Asist.           | Part.                 | Goles                 | Asist.                | Part. | Goles | Asist. |
| ----------------------------- | ------------- | ------------- | ----- | ----- | ------ | ---------------- | ---------------- | ---------------- | --------------------- | --------------------- | --------------------- | ----- | ----- | ------ |
| Amiens S. C. Francia          | 2.ª           | 2022-23       | 16    | 2     | 0      | 1                | 0                | 0                | —                     | —                     | —                     | 17    | 2     | 0      |
| Amiens S. C. Francia          | Total club    | Total club    | 16    | 2     | 0      | 1                | 0                | 0                | 0                     | 0                     | 0                     | 17    | 2     | 0      |
| Royal Antwerp F. C. · Bélgica | 1.ª           | 2023-24       | 37    | 8     | 1      | 7                | 5                | 0                | 6                     | 1                     | 0                     | 50    | 14    | 1      |
| Royal Antwerp F. C. · Bélgica | Total club    | Total club    | 37    | 8     | 1      | 7                | 5                | 0                | 6                     | 1                     | 0                     | 50    | 14    | 1      |
| A. S. Mónaco F. C. Francia    | 1.ª           | 2024-25       | 23    | 3     | 2      | 2                | 1                | 0                | 6                     | 2                     | 0                     | 31    | 6     | 2      |
| A. S. Mónaco F. C. Francia    | 1.ª           | 2025-26       | 0     | 0     | 0      | -                | -                | -                | -                     | -                     | -                     | 0     | 0     | 0      |
| A. S. Mónaco F. C. Francia    | Total club    | Total club    | 23    | 3     | 2      | 2                | 1                | 0                | 6                     | 2                     | 0                     | 31    | 6     | 2      |
| Total carrera                 | Total carrera | Total carrera | 76    | 13    | 3      | 10               | 6                | 0                | 12                    | 3                     | 0                     | 98    | 22    | 3      |
| 1. 2.                         |               |               |       |       |        |                  |                  |                  |                       |                       |                       |       |       |        |

## Palmarés

### Títulos nacionales
| Título               | Club                | País    | Año  |
| -------------------- | ------------------- | ------- | ---- |
| Supercopa de Bélgica | Royal Antwerp F. C. | Bélgica | 2023 |

### Distinciones individuales
| Distinción                                                                             | Año  |
| -------------------------------------------------------------------------------------- | ---- |
| Parte de los 60 mejores jugadores jóvenes del mundo para The Guardian (categoría 2006) | 2023 |
| Parte de los 30 mejores jugadores sub-20 del mundo para L'Équipe                       | 2024 |
| Nominado al Premio Golden Boy                                                          | 2025 |